# Фільяново
Фільяново — (біл. вёска Фільянава), село (веска) в складі Логойського району розташоване в Мінській області Білорусі, підпорядковане Каміньській сільській раді.
Село Фільяново розташоване в центральних районах Білорусі, в північній частині Мінської області - орієнтовне розташування.